# وودستوك (رواية)
وودستوك، أو الفارس. حكاية من سنة ألف وستمائة وواحد وخمسون (بالإنجليزية: Woodstock, or The Cavalier. A Tale of the Year Sixteen Hundred and Fifty-one)‏ رواية تاريخية نشرت عام 1826 بقلم السير والتر سكوت. وتقع الأحداث بعد الحرب الأهلية الإنجليزية، وهي مستوحاة من أسطورة من شيطان وودستوك الطيب، والذي يقال أنه في عام 1649 قام بإقلاق المفوضين البرلمانيين الذين احتلوا المقر الملكي في بلدة وودستوك في أوكسفوردشاير. وتتناول القصة هروب تشارلز الثاني في عام 1652، خلال فترة الكومنولث، ودخوله منتصرا إلى لندن في النهاية يوم 29 مايو 1660.